# 藤金作

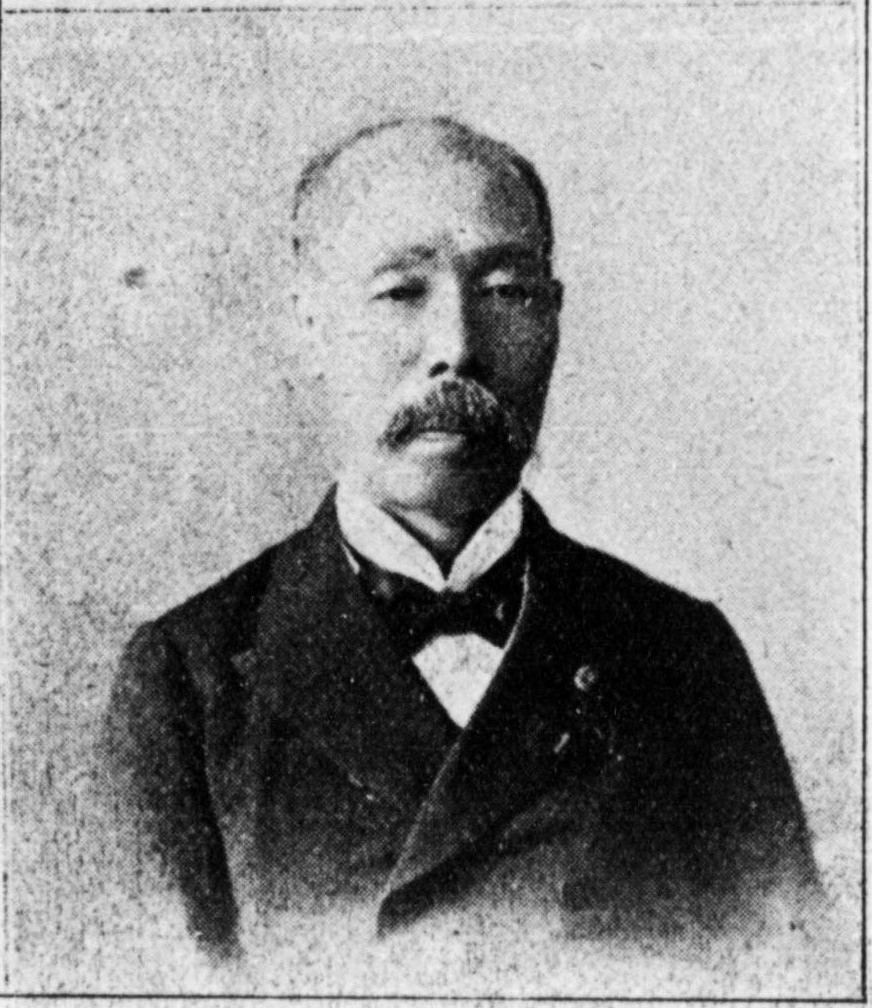
藤金作

藤 金作（とう きんさく、1844年11月4日（天保15年9月24日） - 1932年（昭和7年）3月19日）は、明治期の政治家。衆議院議員。幼名・菊太郎、旧名・金兵衛。

## 生涯
筑前国表糟屋郡篠栗村（現福岡県糟屋郡篠栗町篠栗）で篠栗宿問屋・藤亦太郎、タネ夫妻の長男として生まれる。嘉永6年（1853年）篠栗宿問屋となり金兵衛と改名。福岡藩士・高橋市之進に漢籍を、村内の高木範次郎に読書・習字・算術を学んだ。元治元年（1864年）高田村庄屋となる。以後、尾仲村庄屋役を務め、明治2年（1869年）金作と改名。さらに、田中村庄屋役、乙犬村庄屋役、上仲原村庄屋役などを歴任。
明治5年（1872年）仲原村戸長手伝役に就任。以後、地券懸附属、第三大区戸長、福岡県十五等出仕・地租改正懸、同県十四等出仕、第三大区一等戸長、第二大区第四小区副戸長、篠栗村金出村萩尾村戸長などを務めた。
1880年、福岡県会議員に当選。さらに、同常置委員、所得税調査委員、地方衛生会委員、糟屋郡全町村組合会議員、篠栗村会議員などを務めた。
1894年3月、第3回衆議院議員総選挙で福岡県第二区から出馬し当選。以後、第9回総選挙まで連続当選を果たし、衆議院議員を七期務めた。議会に穀物検査に関して建議案を提出するなど産米改良の推進に尽力した。